# هارد راک سوفا
هارد راک سوفا (انگلیسی: Hard Rock Sofa) یک گروه دونفرهٔ موسیقی رقص الکترونیکی روسی است که در سال ۲۰۰۵ در اسمولنسک تشکیل شد. این گروه که از الکساندر شاپوالف و دنیس شپیکوف تشکیل شده بود، دارای قرارداد انتشار با ناشران معروف موسیقی رقص الکترونیک نظیر اکستون رکوردز متعلق به اکسول، سایز رکوردز متعلق به استیو آنجلو بود. تا پیش از سال ۲۰۱۲، این گروه با یک گروه سه‌نفرهٔ روسی دیگر با نام سونکی تیونز همکاری نزدیکی داشت. فعالیت حرفه‌ای این گروه در دسامبر ۲۰۱۴ به حالت تعلیق درآمد، و اندکی بعد الکساندر شاپوالف با نام هنری شاپوف فعالیت انفرادی خود را آغاز کرد.

## فعالیت حرفه‌ای
هارد راک سوفا در سال ۲۰۰۵ در قالب یک گروه سه‌نفره متشکل از الکساندر شاپوالف، دنیس شپیکوف و سرگئی زوئیف تشکیل شد (زوئیف در اواخر سال ۲۰۱۲ گروه را ترک کرد). این گروه پس از همکاری با سنت برادرز برای تک‌آهنگ «بلو آپ» که از طریق اکستون رکوردز منتشر شد، به موفقیت چشمگیری دست یافت. «بلو آپ» با ریمیکس‌هایی از اکسول، توماس گلد، هوک ان اسلینگ و گودویل نیز همراه شد. این تک‌آهنگ در جدول ۱۰۰ قطعهٔ برتر بیت‌پورت به رتبهٔ دوم رسید و همهٔ اعضای سوئدیش هاوس مافیا نیز از آن حمایت کردند. در سال ۲۰۱۱ این گروه «می‌خواهم سگ تو باشم» را در کنار سونکی تیونز منتشر کرد که نمونه‌برداری آن از ترانهٔ معروف استوجز در سال ۱۹۶۹ به سبک گاراژ راک با همین عنوان انجام شده بود. هارد راک سوفا از سال ۲۰۱۱ تک‌آهنگ‌ها و ریمیکس‌های متعددی را منتشر کرده‌است که مهم‌ترین آن‌ها از طریق سایز رکوردز، اسپینین رکوردز، ریفیون رکوردز و پروتکل ریکوردینگز منتشر شده‌اند. در سال ۲۰۱۲ ریمیکس آنها از قطعهٔ «فقط برای یک بار دیگر» از دیوید گتا در رتبهٔ نخست جدول ۱۰۰ قطعهٔ برتر بیت‌پورت قرار گرفت و به مدت پنج روز این موقعیت را حفظ کرد. در سال ۲۰۱۳ قطعهٔ «بزن بریم» هارد راک سوفا با همراهی سونکی تیونز در فیلم اکشن سریع و خشمگین ۶ مورد استفاده قرار گرفت. علاوه بر این، این گروه اعلام کرده‌است که در حال تکمیل نخستین آلبوم خود است که قرار است در اکستون رکوردز منتشر شود.